# Tachycixius cretica
Tachycixius cretica är en insektsart som beskrevs av Dlabola 1974. Tachycixius cretica ingår i släktet Tachycixius och familjen kilstritar.
Artens utbredningsområde är Grekland. Inga underarter finns listade i Catalogue of Life.